# Fageia
Fageia is een geslacht van spinnen uit de  familie van de Philodromidae (renspinnen).

## Soorten
- Fageia amabilis Mello-Leitão, 1929
- Fageia clara Mello-Leitão, 1937
- Fageia concolor Mello-Leitão, 1947
- Fageia meridionalis Mello-Leitão, 1943